# Lijst van Auto GP-coureurs
De volgende coureurs hebben zich ten minste één keer ingeschreven voor een Italiaanse Formule 3000-, Euro Formule 3000-, Euroseries 3000- of Auto GP-race tussen 1999 en 2016.
Olivier Tielemans

## A
- Sergej Afanasjev
- Riccardo Agostini
- Davide Amaduzzi
- Jérôme d'Ambrosio
- Kasper Andersen
- Marco Apicella
- Vladimir Arabadzhiev
- Marko Asmer
- Stefano Attianese
- Jimmy Auby
- Bernhard Auinger
- Soheil Ayari

## B
- Luciano Bacheta
- Earl Bamber
- Marco Barba
- Martín Basso
- Marcelo Battistuzzi
- Andrea Belicchi
- Ivan Bellarosa
- Mehdi Bennani
- Michael Bentwood
- Fábio Beretta
- Matteo Beretta
- Sascha Bert
- Giovanni Berton
- Thomas Biagi
- Paolo Biglieri
- Edoardo Bisconcin
- Stefano Bizzarri
- Thomas Blainer
- Marco Bonanomi
- Gabriele de Bono
- Peter Boss
- Will Bratt - Kampioen 2009
- Colin Brown
- Gianmaria Bruni
- Giandomenico Brusatin
- Ángel Burgueño
- Giuseppe Burlotti
- Massimiliano Busnelli
- Samuele Buttarelli
- Meindert van Buuren

## C
- Juan Cáceres
- Gianluca Calcagni
- Joël Camathias
- Sergio Campana
- Adrián Campos jr.
- Massimo Carli
- Adam Carroll
- Kevin Ceccon - Kampioen 2011
- Johnny Cecotto jr.
- Michela Cerruti
- Jan Charouz
- Giuseppe Chiminelli
- Marco Cioci
- Alessandro Ciompi
- Giuseppe Cipriani
- Stefano Coletti
- Stefano Comandini
- Massimo Comelli
- Mauro Contu
- Matteo Cozzari
- Matteo Cressoni
- Fabrizio Crestani
- Gavin Cronje
- Yann Cunha

## D
- Michael Dalle Stelle
- Nicolas Dalli
- Alx Danielsson
- Christian Danner
- Sam Dejonghe
- Loic Deman
- Luca DiCienzo
- Luis Michael Dörrbecker - Kampioen 2016
- Francesco Dracone
- Chris van der Drift
- Romain Dumas

## E
- Maro Engel

## F
- Augusto Farfus - Kampioen 2003
- Andrea Fausti
- Dominik Fekete
- Zoltán Fekete
- Nicolás Filiberti
- Luca Filippi - Kampioen 2005
- Adderly Fong

## G
- Gianmaria Gabbiani
- Natacha Gachnang
- Gabriele Gardel
- Stefano Gattuso
- Vittorio Ghirelli - Kampioen 2013
- Raffaele Giammaria
- Manuel Gião
- Kevin Giovesi
- Gianni Giudici
- Fabrizio Gollin
- Samin Gómez
- Richard Gonda
- Rodolfo González
- Yann Goudy
- Matteo Grassotto
- Tor Graves
- Romain Grosjean - Kampioen 2010
- Walter Grubmüller
- Christof von Grünigen
- Victor Guerin
- Esteban Guerrieri
- Felipe Guimarães

## H
- Ben Hanley
- Rio Haryanto
- Sven Heidfeld
- Michael Herck
- Derek Hill
- Maxime Hodencq
- Warren Hughes

## I
- Carlos Iaconelli
- Fausto Ippoliti
- Marco de Iturbe

## J
- Jarek Janis
- Daniël de Jong

## K
- Narain Karthikeyan
- Adam Khan
- Allam Khodair
- Tamás Pál Kiss
- Christian Klien
- Kristian Kolby
- Kevin Korjus
- Tomáš Kostka
- Josef Král
- Martin Kudzak
- Yoshitaka Kuroda

## L
- Jon Lancaster
- Angelo Lancelotti
- Gabriele Lancieri
- Mathias Lauda
- Omar Leal
- Federico Leo
- Etienne van der Linde
- Alex Lloyd
- Werner Lupberger

## M
- Qinghua Ma
- Giuliano de Magryres
- Pastor Maldonado
- Cesare Manfredini
- Armando Mangini
- Pippa Mann
- Darren Manning
- Riccardo Mari
- Oliver Martini
- Viktor Maslov
- Felipe Massa - Kampioen 2001
- Vitor Meira
- Jaime Melo, Jr. - Kampioen 2002
- Andrés Méndez
- Bruno Méndez
- Matteo Meneghello
- Sebastián Merchán
- Shinya Michimi
- Celso Míguez
- Ananda Mikola
- Peter Milavec
- Marco Mocci
- Stefano Mocellini
- Giovanni Montanari
- Fabrizio del Monte
- Paolo Montin
- Dino Morelli
- Juliano Moro
- Riccardo Moscatelli
- Alexander Müller

## N
- Joel Nelson
- Tom Nemarnik
- Leonardo Nienkötter
- Paolo Maria Nocera
- Diego Nunes

## O
- Fabio Onidi
- Leonardo Orecchioni

## P
- Giorgio Pantano
- Nicky Pastorelli - Kampioen 2004
- Andrej Pavicevic
- Miloš Pavlović
- Matteo Pellegrino
- Sten Pentus
- Davíd Garza Pérez
- Vitali Petrov
- Giacomo Piccini
- Clivio Piccione
- Alessandro Piccolo
- Edoardo Piscopo
- Antônio Pizzonia
- Salvatore de Plano
- Markus Pommer
- Armin Pörnbacher
- Jean de Pourtalès
- Nicolas Prost - Kampioen 2008
- Frankie Provenzano
- Marcello Puglisi
- Leonardo Pulcini

## Q
- Adrian Quaife-Hobbs - Kampioen 2012

## R
- Mahaveer Raghunathan
- Luiz Razia
- Facu Regalia
- Johnny Reid
- Giacomo Ricci - Kampioen 2006
- Davide Rigon - Kampioen 2007
- Roberto La Rocca
- Tuka Rocha
- Andrea Roda
- Roldán Rodríguez
- Roman Roesinov
- Emanuele Romani
- Diego Romanini
- Leandro Romano
- Michele La Rosa
- Jake Rosenzweig
- Danilo Rossi
- Paolo Ruberti
- Matías Russo

## S
- Luís Sá Silva
- Pasquale di Sabatino
- Manuel Sáez Merino jr.
- Philipp Sager
- Kotaro Sakurai
- Matteo Santoponte
- Rafael Sarandeses
- Kimiya Sato - Kampioen 2014
- Valerio Scassellati
- Tomas Scheckter
- Niccolò Schirò
- Yannick Schroeder
- Niky Sebastiani
- Valentino Sebastiani
- Giancarlo Serenelli
- Mark Shaw
- Nassim Sidi Said
- Norbert Siedler
- Alexander Sims
- Sergej Sirotkin
- Juan Carlos Sistos
- Max Snegirev
- Glauco Solieri
- Antonio Spavone
- Rafael Sperafico
- Ricardo Sperafico - Kampioen 2000
- Rodrigo Sperafico
- Loris Spinelli
- Michele Spoldi
- Giandomenico Sposito
- Giuseppe Strano
- Bianca Steiner
- Nikolaus Stremmenos
- Peter Sundberg
- Rafael Suzuki
- Laszlo Szasz

## T
- Jason Tahincioglu
- Tsuyoshi Takahashi
- Adrien Tambay
- Duncan Tappy
- Salvatore Tavano
- Ricardo Teixeira
- Walter Thimmler
- Darren Turner

## U
- Davide Uboldi

## V
- Luca Vacis
- Davide Valsecchi
- Gabriele Varano
- Giacomo Vargiu
- Pål Varhaug
- Giovanni Venturini
- Julien Vidot
- Toni Vilander
- Polo Villaamil
- Emilio de Villota jr.
- María de Villota
- Giorgio Vinella - Kampioen 1999
- Robert Vișoiu
- Alessandro Vitacolonna
- Michael Vorba

## W
- Jarosław Wierczuk

## Y
- Alex Yoong

## Z
- Juan Ramón Zapata
- Adrian Zaugg
- Aleksej Zlobin
- Nikita Zlobin
- Sergei Zlobin